# Любечская шляхта
Любечская шляхта — группа шляхетских родов, проживающих непосредственно под Любечем, либо около него.

## История
Первоначально любечская шляхта представляла собой служилую шляхту, которая выполняла оборонительную функцию, защищая внутренние территории от набегов татар. После 1569 года, когда была заключена Люблинская уния, неполноправные шляхтичи (бояре, земяне) получили права шляхетской демократии, так как отныне территория Киевского и других воеводств перешли к Короне Польской.
Наиболее активный период жизни любечской шляхты в XVI веке — период правления Сигизмунда II Августа. Тогда ей было выдано большое количество привилеев, награждающих имениями, а также подтверждающих права на уже существующие владения. Такие грамоты выдавались на коронном сейме, например, в 1571 году 13 земян любечского староства (Назар Тарасевич, Миско Бывалкевич, Демид Карпович, Данило Глебович Пероцкий, Кондрат и Дешко Даничи, Богуш Жоглич, Василий Неданчицкий, Остап Сычкович (Юшкович), Богдан и Лашко Репчичи, Скугар Логвинович и Федько Антонович) получили грамоту, подтверждающую им их имения. Грамота гласит: "...А ижъ деи листы и привилья, котории на тыи земли свои отчизныи мели отъ неприятеля нашого московського зъ маєтностями ихъ забраны суть, а иншии за погореньемъ отъ огня въ нихъ се зостати не могли, и били намъ чолом, абыхмо имъ тыи земли ихъ отчизныи моцъю нашою господарскою потвердили и на то имъ листъ нашъ дати велели, за которымъ бы они тыхъ земль своихъ отчизныхъ презпечне они сами, дети и потомки ихъ уживали..." То есть во время московского господства над Любечем имения земян отобрали, а часть сёл сгорело. Уже после возвращения Любеча в состав ВКЛ по-прежнему некоторые земяне не могли оставаться в своих владениях, по причине прошедшего в них пожара, и "били чолом" королю Сигизмунду II Августу. Вопросы личного характера решал, как правило, староста. Из периодов, когда выдавалось большое количество таких небольших грамот, выделился период, когда старостой Любечским был Павел Сапега.

## Представители
- Пироцкие
- Богуши
- Бакуринские (поселились около Любеча, происхождение достоверно неизвестно)
- Антоновичи
- Неданчичи
- Бывалкевичи